# Łąka Prudnicka (zámek)
Zámek Łąka Prudnicka (německy: Schloss Wiese) se nachází ve vesnici Łąka Prudnicka ve gmině Prudník v Opolském vojvodství v Polsku.

## Historie
Původní hrad, stojící na místě současného zámku, byl postaven v 15. století a sloužil jako sídlo opolské větve slezských Piastovců, kteří vlastnili Prudník a jeho okolí. V roce 1481 koupili Bruntálští z Vrbna prudnickou kastelánii se zámkem v Łące Prudnické. V roce 1592 se majitelem hradu stal šlechtický rod Metychů z Čečova. Metychové vlastnili v okolí několik vesnic (Moszczanka, Niemysłowice, Klisino, Ściborzyce Małe, Piorunkowice, Wierzbia, Rudziczka) a v 17. století se stali majiteli města Korfantów.
Metychové provedli v několika etapách přestavbu hradu na renesanční sídlo. První proběhla v letech 1615–1617 a vznikl během ní čtyřkřídlý zámek s vnitřním nádvořím, dvoupatrový a částečně podsklepený. Na fasádách bylo použito sgrafito. V jižním křídle byla brána s průjezdem. V roce 1629 byla postavena jako součást zámku kaple. V důsledku dluhů byli Metychové nuceni v roce 1829 zámek prodat generálu Colombovi. V následujícím roce panství i se zámkem zakoupil Jan Karel Sedlnický z Choltic. Jan Karel provedl částečnou novogotickou přestavbu, zbořil zámeckou kapli a v jihozápadní části nechal postavit čtyřbokou věž. Posledním majitelem z rodu Sedlnických na konci II. světové války byl německý generál Dietrich von Choltitz, který skončil v britském zajetí jako velitel Paříže. V 80. letech 20. století sloužil zámek jako hotel. V roce 2006 zámek získali v dražbě soukromí majitelé, kteří přislíbili celkovou rekonstrukci. K ní však nedošlo a zámek chátrá.

## Galerie

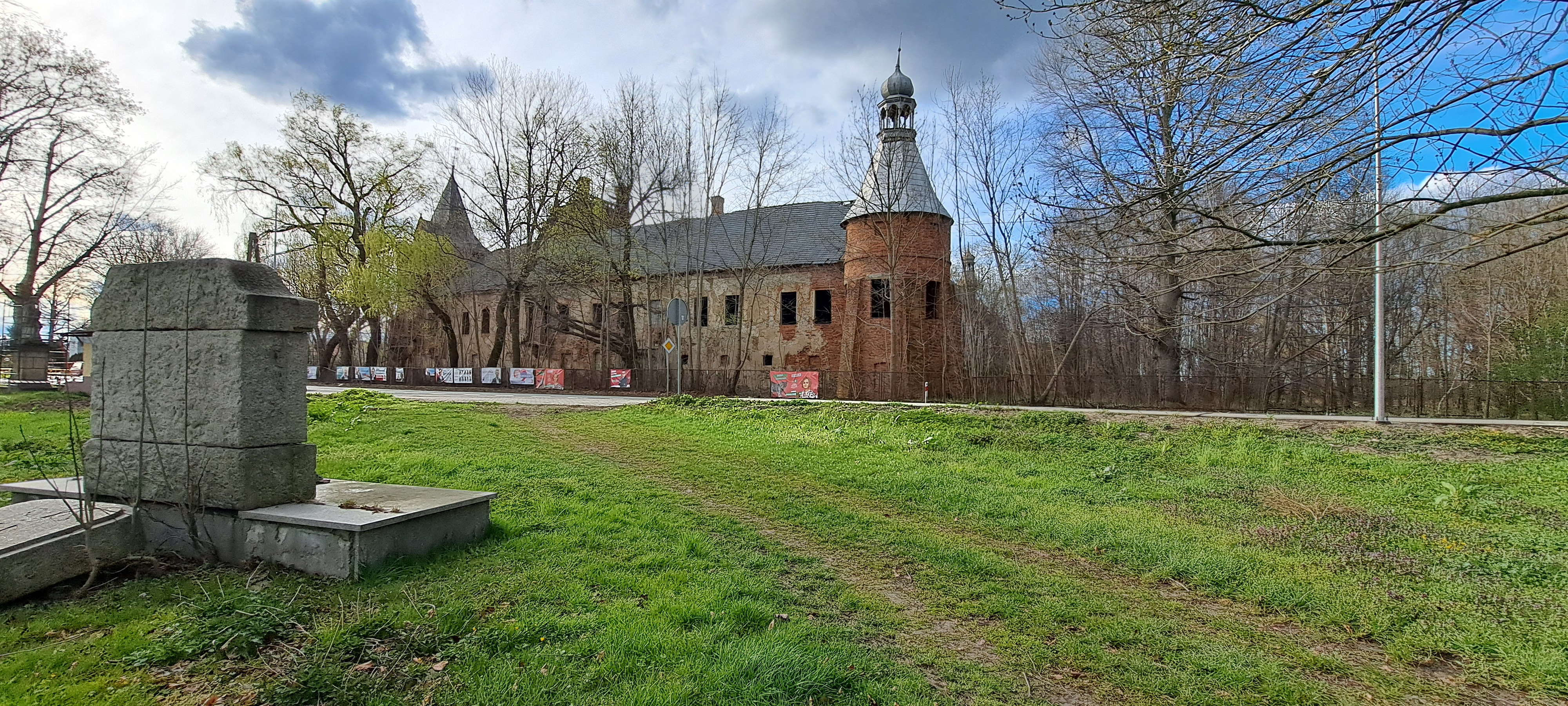
zámek v roce 2024
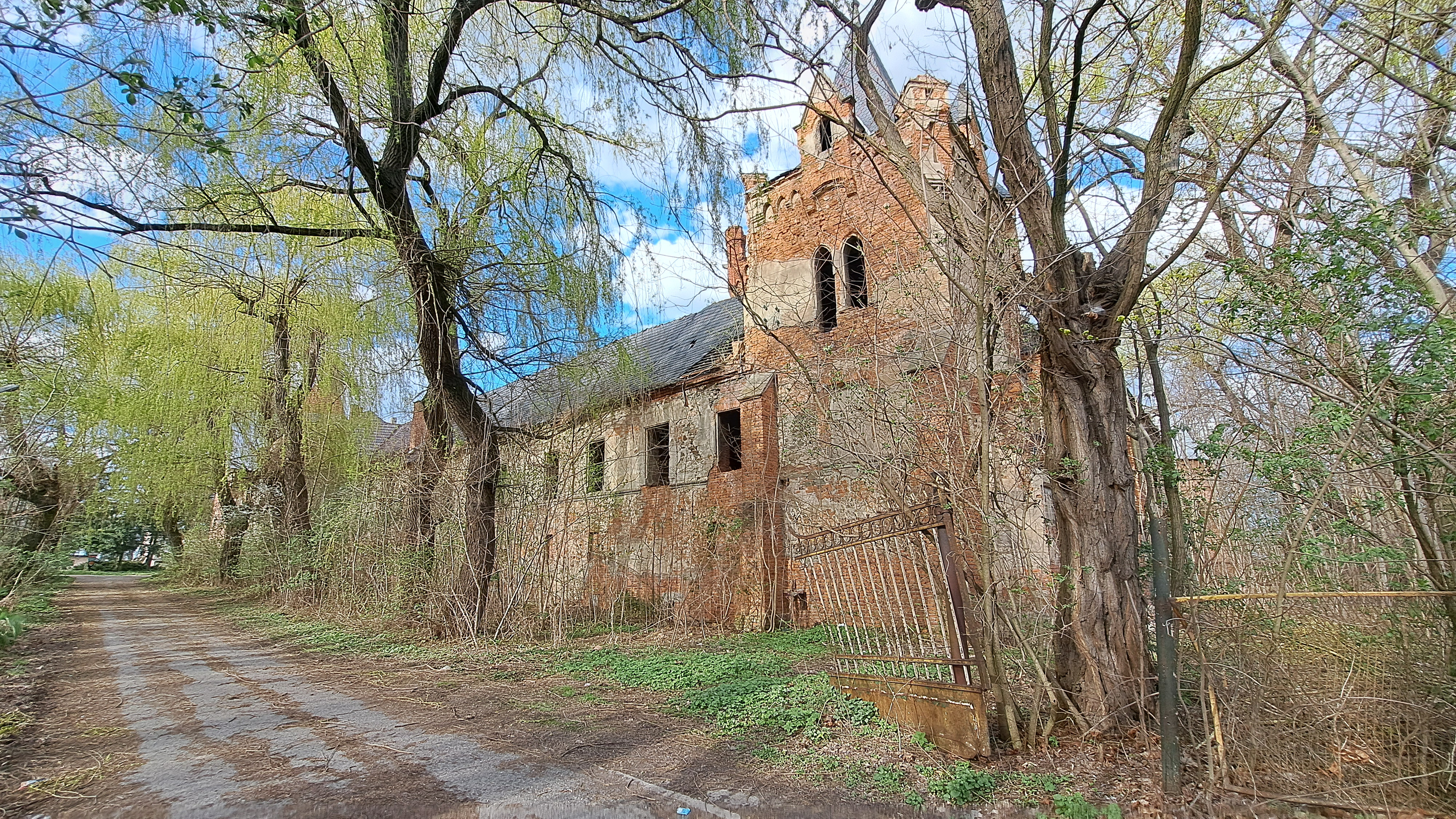
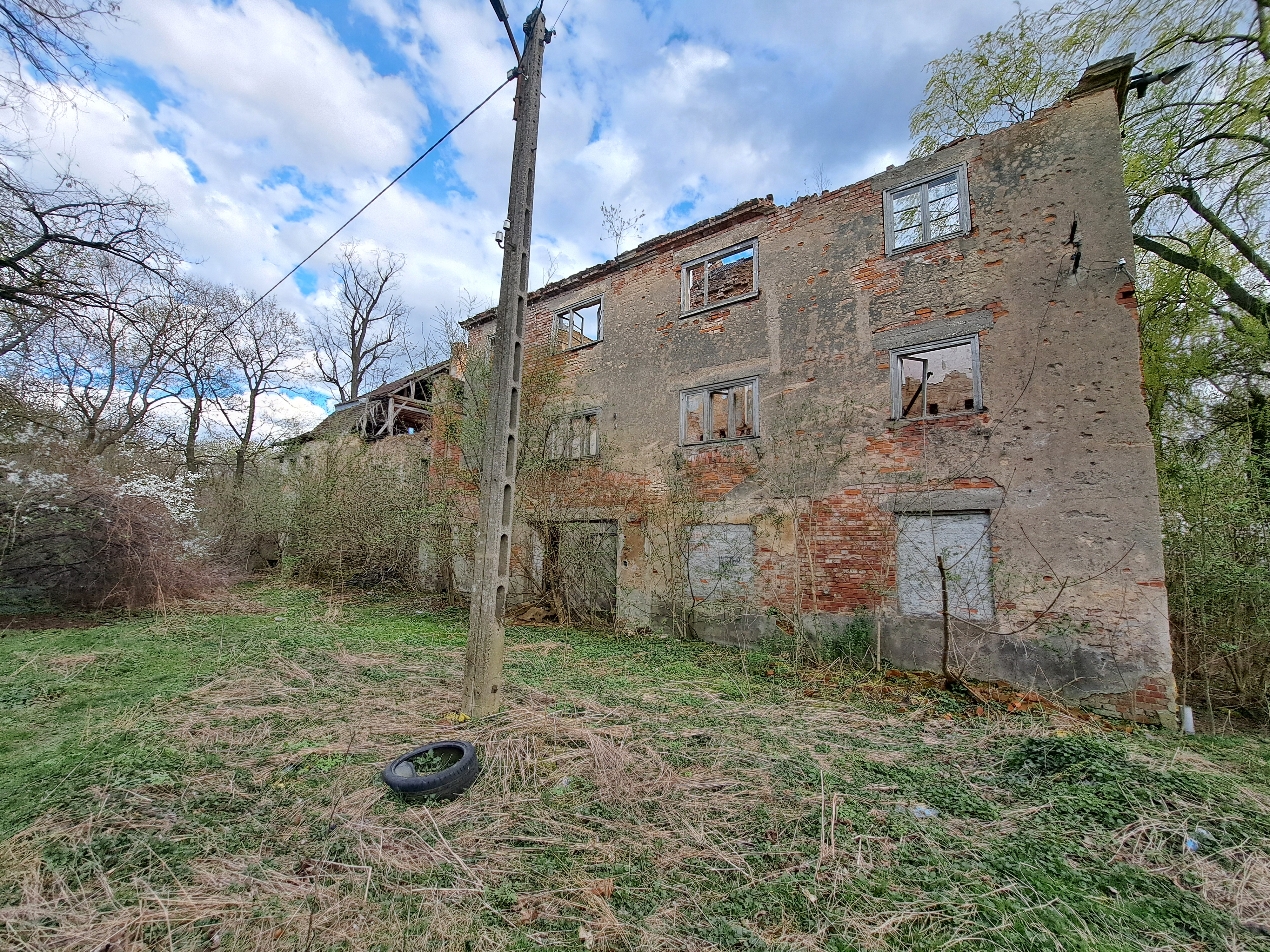
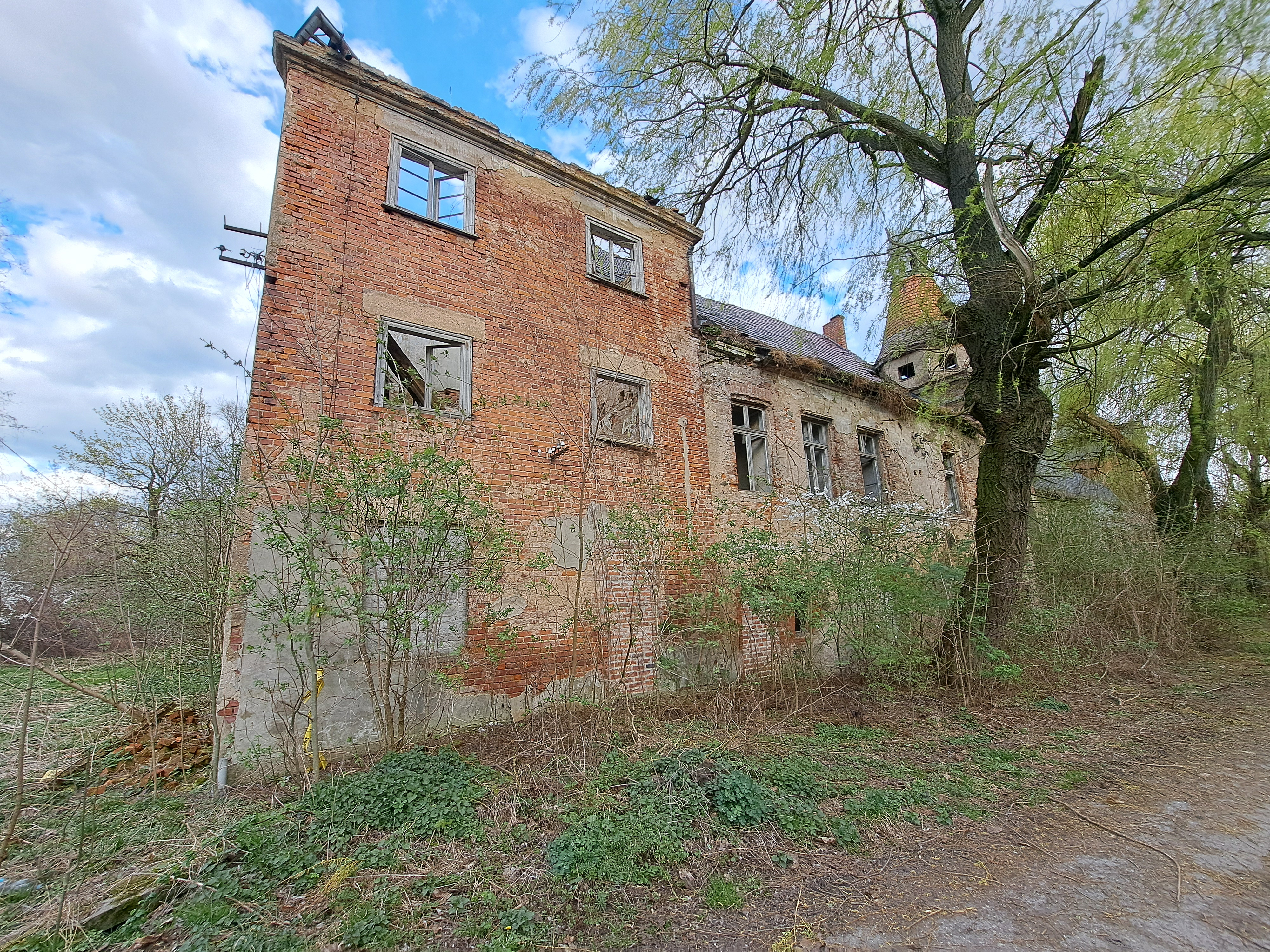
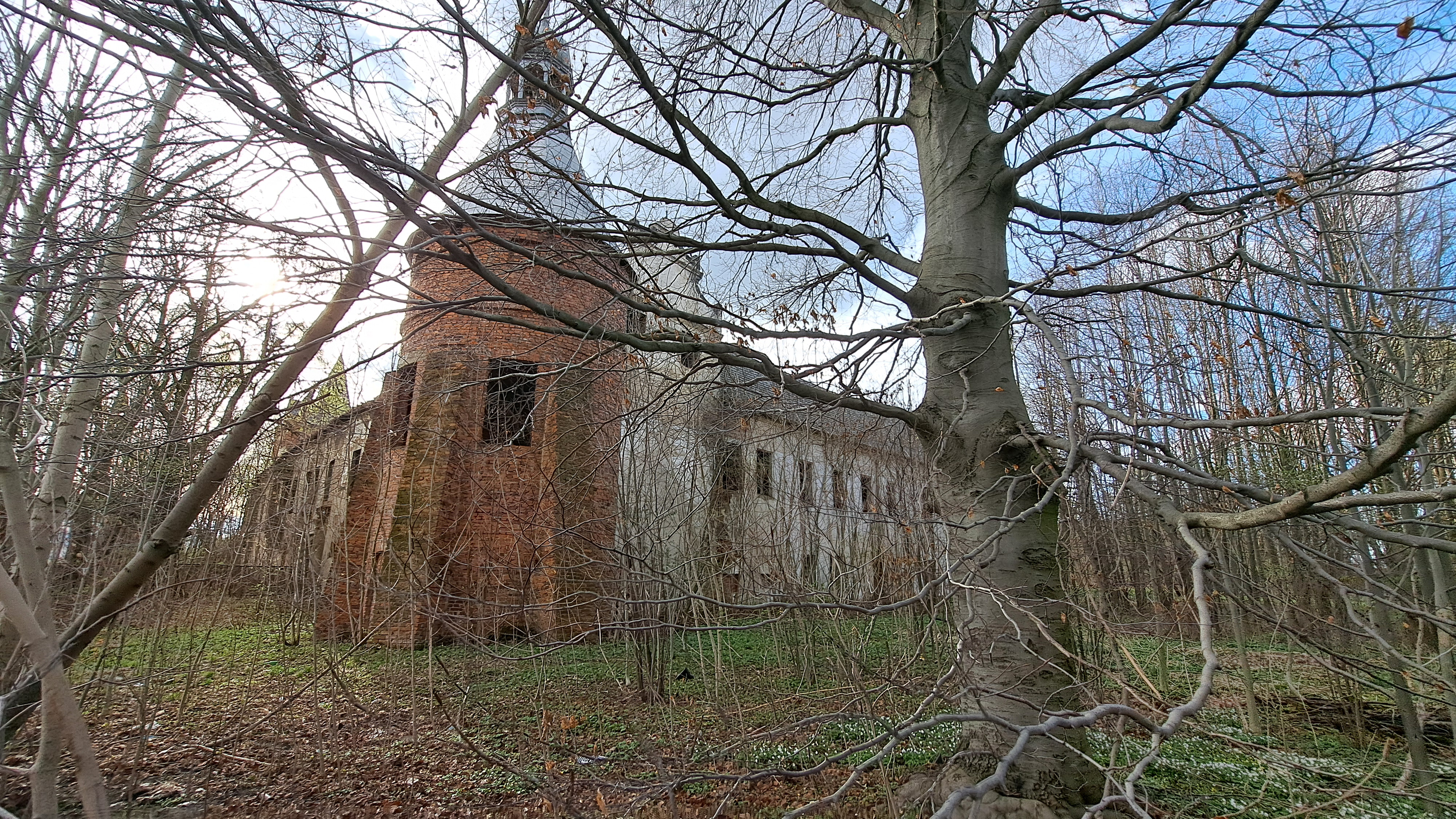